# Аргынбай
Аргынбай — овраг в России, находится в Красногвардейском районе Оренбургской области. Устье протекающей в нём реки расположено к западу от села Юлты, на 166 километре по левому берегу Тока. Длина реки составляет 10 километров, площадь водосборного бассейна — 27,7 км². Недалеко от устья через овраг переброшен автомобильный железобетонный мост.

## Данные водного реестра
По данным государственного водного реестра России, относится к Нижневолжскому бассейновому округу, водохозяйственный участок реки — Самара от Сорочинского гидроузла до водомерного поста у села Елшанка. Речной бассейн — Волга от верховий Куйбышевского водохранилища до впадения в Каспийское море.
Код объекта в государственном водном реестре — 11010001012112100006983.